# 心叶灰绿龙胆
心叶灰绿龙胆（学名：Gentiana yokusai var. cordifolia）为龙胆科龙胆属灰绿龙胆的变种。分布于中国大陆的内蒙古、山西、陕西、河北等地，生长于海拔1,000米的地区，一般生于山沟和山坡，目前尚未由人工引种栽培。